# الأكاديمية اللوجستية العسكرية
الأكاديمية اللوجستية العسكرية، والمعروفة رسميًا باسم الأكاديمية العسكرية للدعم اللوجستي "جنرال الجيش إيه في خروليوف" (بالروسية: Военная академия матераиально-технического обеспечения имени А. В. Хruлёва) هي مدرسة تابعة للقوات البرية الروسية، تقع في المدينة الشمالية سانت بطرسبرغ. إنشات عام 1918. وتقوم بتدريب الضباط وضباط الصف للخدمات الخلفية وقوات النقل. ويقودها حاليًا الفريق أندريه توبوروف.

## تاريخ
وهو يتتبع تاريخه من دورة التموين للجيش الإمبراطوري الروسي، التي شكلت في 31 مارس 1900، عندما وافق الإمبراطور نيقولا الثاني على "اللوائح الخاصة بدورة التموين" في بتروغراد. وفي عام 1918، أعيد تنظيمها لتصبح الأكاديمية الإدارية العسكرية للجيش الأحمر. شارك أكثر من 1000 طالب من الأكاديمية في الحرب الأهلية الروسية، وخدم العديد منهم في مناصب على الجبهات الشرقية وتركستان وغيرها. بحلول الوقت الذي بدأت فيه الحرب الوطنية العظمى، كان هناك أكثر من 13000 متخصص لوجستي مؤهل في الأكاديمية. في أوائل عام 1938، نقلت الأكاديمية إلى لينينغراد. وفي عام 1956، دمجت مع الأكاديمية العسكرية للوجستيات والإمداد في الأكاديمية العسكرية للوجستيات والنقل. وفي عام 1998، ضمت أكاديمية الحقوق بفروعها مدرسة فولسك العليا للوجستيات ومدرسة أوليانوفسك الفنية العسكرية العليا. في عام 2008، إلتحقت مدرسة فولغا العسكرية العليا للوجستيات، ومدرسة أوليانوفسك التقنية العسكرية العليا للوجستيات (المعهد العسكري)، وجامعة النقل العسكري لقوات السكك الحديدية والاتصالات العسكرية بالأكاديمية كفرع.

## بناء
تضم الأكاديمية الفروع التالية:
- المعهد العسكري (قوات السكك الحديدية والاتصالات العسكرية) التابع للأكاديمية العسكرية للوجستيات
- جامعة الهندسة العسكرية
- فرع فولسك
- فرع أومسك
- فرع بينزا

تضم الأكاديمية الأقسام التالية:
- قسم التنظيم اللوجستي
- قسم القيادة والسيطرة
- قسم اللوجستيات
- قسم التنظيم المادي والفني للبحرية
- قسم الاتصالات العسكرية
- قسم التكتيكات والعمليات
- قسم قوات السكك الحديدية

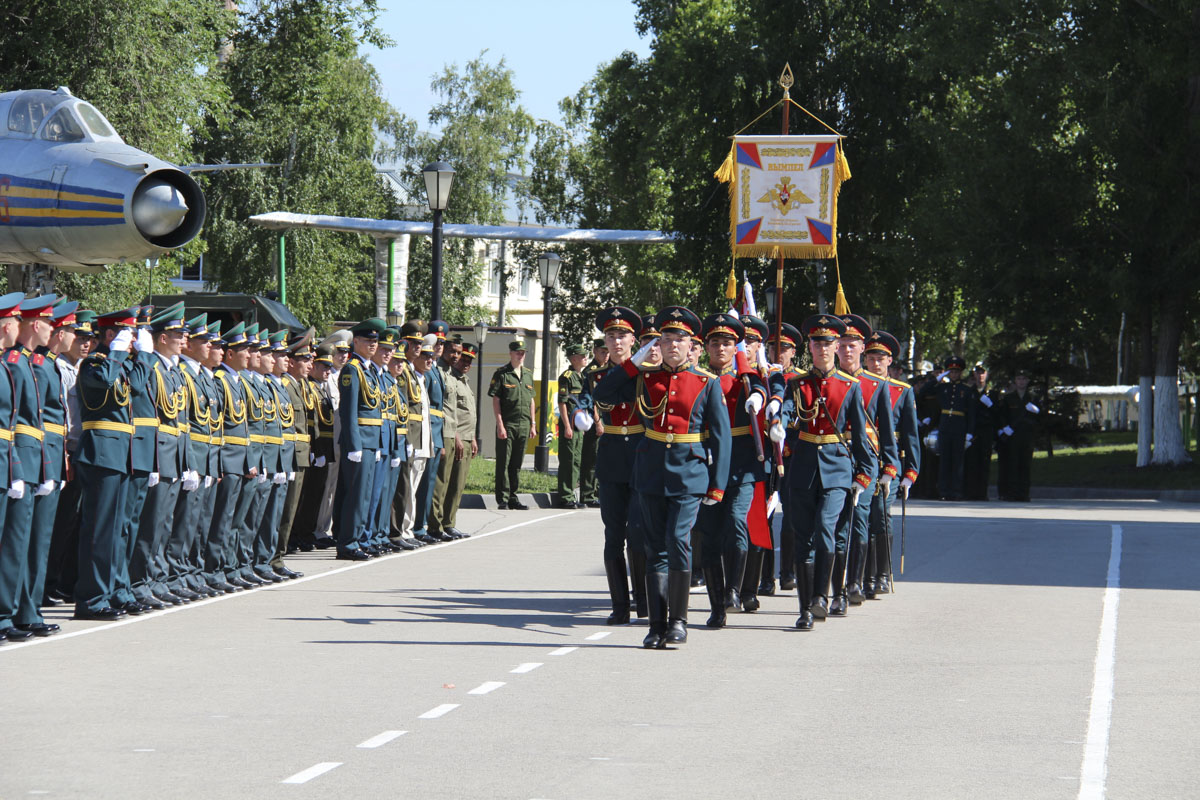
حفله تخرج ضباط في فرع الفولسكي عام 2018.

- قسم إنشاء الجسور والأنفاق العسكرية
- قسم خدمة الطرق
- قسم التخصصات الإنسانية والاجتماعية والاقتصادية
- قسم التخصصات العلمية والتقنية العامة
- قسم اللياقة البدنية
- القسم الخلفي للحرس الوطني الروسي
- قسم اللوجستيات في دائرة الحدود التابعة لجهاز الأمن الفيدرالي

## الحياة الطلابية
يوجد حاليًا 1400 طالب في الأكاديمية.

### التقاليد

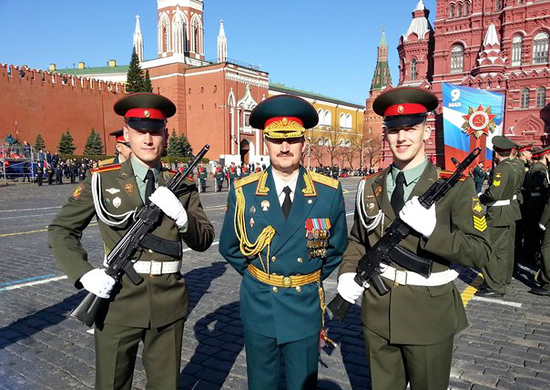
الجنرال فلاديمير إيفانوفسكي مع اثنين من طلاب الأكاديمية في الساحة الحمراء.

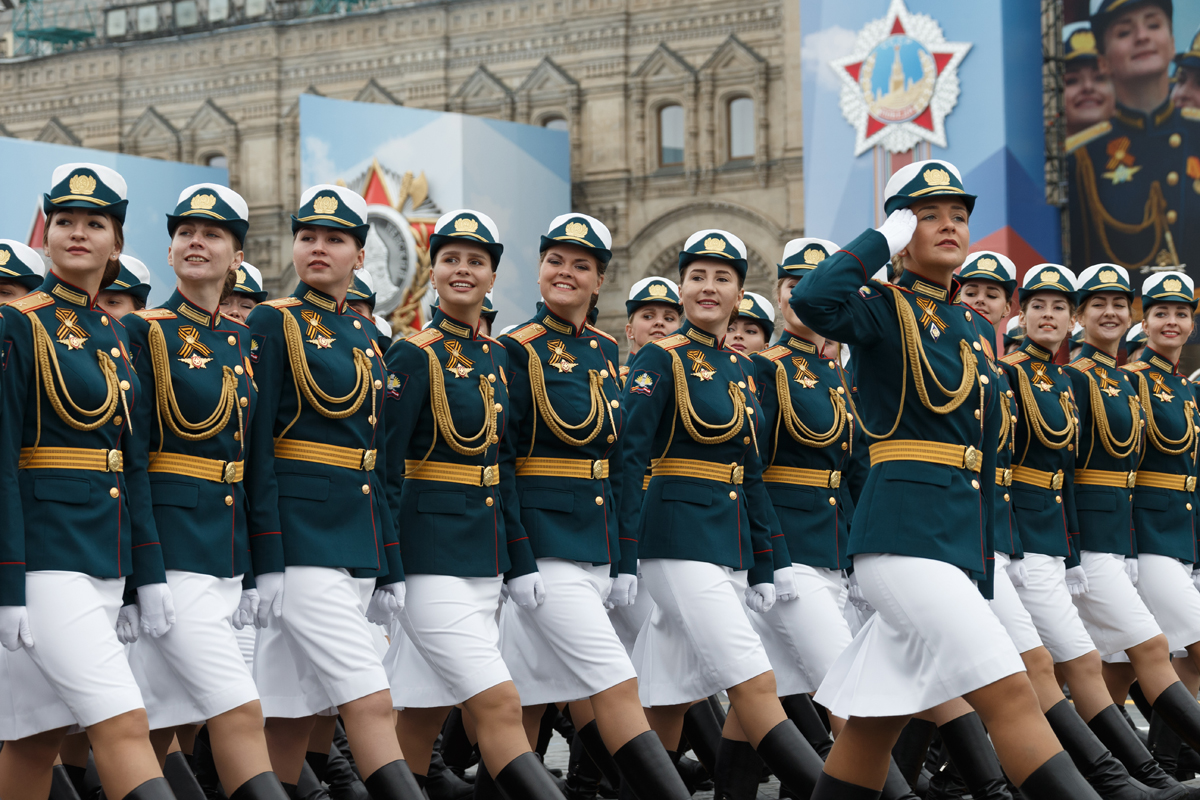
طالبات من الأكاديمية اللوجستية العسكرية في العرض.

### المسيرات
وهو مشارك سنوي في موكب يوم النصر في موسكو في الساحة الحمراء. شارك في موكب عام 2016، لأول مرة، ضابطات ورتب أخرى من الأكاديمية والجامعة العسكرية التابعة لوزارة الدفاع في الاتحاد الروسي. وقد ساروا في العرض منذ ذلك الحين. خلال نسخة 2020 من العرض، ارتدى الطلاب بقيادة قائد الأكاديمية أندريه توبوروف الجزء التاريخي من العرض بزي المشاركين في موكب النصر في موسكو عام 1945. بالإضافة إلى ذلك، يشارك أكثر من 100 طالب في موكب يوم النصر في ساحة القصر في سانت بطرسبرغ، بالإضافة إلى أحداث مماثلة تقام في فولسك وبينزا وأومسك.

### يحمل الاسم نفسه
سميت المدرسة على اسم جنرال الجيش أندريه خروليوف، المعروف بتطوير النظام اللوجستي للجيش الأحمر. وهو أيضًا أحد الرجال القلائل من رتبته الذين دفنوا في مقبرة سور الكرملين. اتخذ قرار منح الأكاديمية الشرفية في عام 2003. وبموجب قرار قائد الأكاديمية، إعلن عام 2017 باعتباره عام "المراقب العام العظيم للجيش أندريه فاسيليفيتش خروليوف". تمت ذلك بمناسبة عيد ميلاد خروليوف الـ 125. وفي ذلك العام، نظم عدد من الفعاليات التذكارية في الأكاديمية.

### فرقة كاديت
تأسست الفرقة العسكرية للأكاديمية عام 1943 في مدرسة الضباط العليا للمدفعية والفنية في تولا. وهي جزء لا يتجزأ من فرع الأكاديمية في بينزا، وترتبط به الفرقة العسكرية. ويقدم الدعم للأحداث في منطقة بينزا. غالبًا ما يتم منح الفرقة جوائز لأدائها وخدمتها اليومية.

## الجوائز
- وسام كوتوزوف[13][14]
- وسام لينين
- وسام الراية الحمراء
- وسام الراية الحمراء (أفغانستان)
- وسام الراية الحمراء (الجمهورية الشعبية المنغولية)
- وسام الراية الحمراء (جمهورية بلغاريا الشعبية)
- وسام جمهورية بلغاريا الشعبية
- وسام الراية الحمراء (تشيكوسلوفاكيا)
- نيشان الاستحقاق لجمهورية بولندا
- وسام شرف اليوبيل للاحتفال بالذكرى الخمسين لتأسيس اتحاد الجمهوريات الاشتراكية السوفياتية
- أمر المعركة "من أجل الاستحقاق للشعب والوطن" (ألمانيا الشرقية)

## رؤساء
- فريق نيكولاي سولوفيوف (1900–1907)
- جنرال المشاة فلاديمير بوخولتس
- اللواء بيوتر ياكوبينسكي (1918–1919)
- اللواء جورجي ليفادين (1920)
- ميخائيل ليزجينتسيف (1920)
- نيكولاي سليمان (1920–1921)
- نيكولاي دويتش (1922-1925)
- المفوض الثاني ألكسندر شيفريس (1936–1937)
- قائد الفيلق سيميون بوجاشيف (1932–1938)
- الفريق في القوات الفنية فيكتور فيليشكين (1937–1946)
- الفريق بيوتر دافيدوف (1937–1945)
- العقيد جنرال فلاديمير فوستروخوف (1946–1949)
- الفريق ألكسندر تشيرنياكوف (1950–1956)
- العقيد جنرال ميخائيل ميلوفسكي (1956–1965)
- العقيد جنرال كونستانتين أبراموف (1965–1986)
- العقيد جنرال غينادي باستوخوفسكي (فبراير 1986 – سبتمبر 1991)
- العقيد جنرال أناتولي إرماكوف (مايو 1991 – أبريل 2000)
- الفريق فاليري موسكوفتشينكو (أبريل 2000 – 2009)[15]
- اللواء ألكسندر تسليكوفسكيخ (يونيو 2010 – 2012)
- الفريق فلاديمير إيفانوفسكي (سبتمبر 2012 – أغسطس 2016)[16]
- الفريق أندريه توبوروف (أغسطس 2016 – حتى الآن)[17]

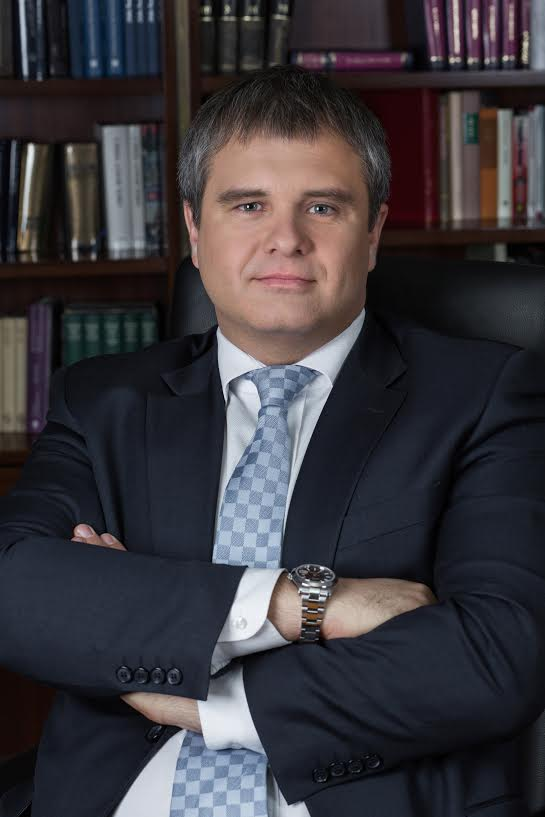
رومان بوتين

## الخريجين البارزين
ومن بين الخريجين البارزين 15 شخصًا يحملون لقب بطل الاتحاد السوفيتي و15 آخرين حصلوا على لقب بطل العمل الاشتراكي. الخريجين الآخرين تشمل:
- إيجور ليفيتين، وزير النقل الروسي الأسبق.
- محمدوف محمدوف، وزير الدفاع التاسع لأذربيجان
- ميخائيل ميخين
- ألكسندر بيلسين
- رومان بوتين، ابن أخ الرئيس الروسي فلاديمير بوتين.